# 新宝拉格镇
新宝拉格镇，是中华人民共和国内蒙古自治区锡林郭勒盟镶黄旗下辖的一个乡镇级行政单位。

## 行政区划
新宝拉格镇下辖以下地区：
满都拉社区、额日敦社区、雅日盖社区、宝拉格社区、青格勒社区和哈夏图社区。